# Chris Kanyon
Christopher Klucsaritis (Sunnyside, New York, 4 de janeiro de 1970 - 2 de abril de 2010) foi um lutador de wrestling profissional conhecido por suas passagens pela World Championship Wrestling e World Wrestling Federation onde utilizou os ring names Chris Kanyon (ou simplesmente Kanyon) e Mortis.

## Carreira
- World Championship Wrestling (1997-2001)
- World Wrestling Federation (2001-2004)
- Retirada (2006)

## No wrestling
- Como Kanyon
  - Finishing moves
    - I'm Better Than You / Flatliner (Leg hook reverse STO)
    - Kanyon Kutter (Three-quarter facelock bulldog) – parodiando Diamond Dallas Page

  - Signature moves
    - Backbreaker rack dropped into a neckbreaker
    - Diving leg drop sometimes to the back of the opponent's head
    - Electric chair facebuster
    - Inverted sitout side powerslam
    - Moonsault
    - Russian legsweep, sometimes from the second rope
    - Sitout double leg slam
    - Superkick
    - Swinging cradle suplex
    - Swinging neckbreaker

- Como Mortis
  - Finishing moves
    - Flatliner (Super Samoan drop ou Leg hook reverse STO)

  - Signature moves
    - Diving leg drop
    - Inverted sitout side powerslam
    - Moonsault
    - Octopus stretch
    - Scissors kick
    - Superkick

- Com Wrath ou Raven
  - Powerbomb / Neckbreaker combination

- Com Diamond Dallas Page
  - Russian legsweep (Kanyon) followed by an elbow drop (DDP)

- Managers
  - Baby
  - J. Biggs
  - Chameleon
  - Jackie Gayda
  - James Vandenburg

- Apelidos
  - "The Innovator of Offense" (Bestowed upon por Mike Tenay)
  - "Positively" Kanyon
  - Chris "Champagne" Kanyon
  - "The InVasion's / The Alliance's MVP"

## Campeonatos e prêmios
- World Championship Wrestling
  - WCW World Tag Team Championship (2 vezes) - junto com Diamond Dallas Page e Bam Bam Bigelow como parte da Jersey Triad

- World Wrestling Federation
  - WCW United States Championship (1 vez)
  - WWF Tag Team Championship (1 vez) - com Diamond Dallas Page